# Římská vila v Piddingtonu
Piddingtonská římská vila je pozůstatkem velké římské vily v Piddingtonu, vesnice ležící 10 kilometrů na jihovýchod od města Northamptonu, v anglickém hrabství Northamptonshire v regionu East Midlands.

## Poloha
Vilu postavili v místě staršího osídlení z pozdní doby železné. Muzeum sídlí ve staré odsvěcené kapli z roku 1851, která se nachází v Chapel End na severovýchodním okraji obce.

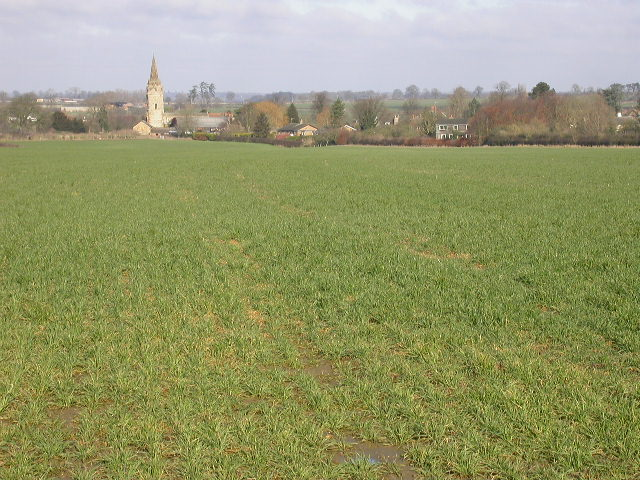
Pohled na vesnici Piddington z jihu

## Historie

### Doba železná
Vykopávky prováděné archeologickou společností Upper Nene od roku 1979 poskytly důkazy o tom, že oblast poblíž Piddingtonu je osídlena už přibližně deset tisíc let. Lidé z neolitu (přibližně v době 3 500–1500 před naším letopočtem) a ti z doby bronzové (přibližně z let 1 500–600 před naším letopočtem) po sobě zanechali nástroje z pazourku a hroty šípů, které používali při lovu. Žádná obydlí se nedochovala. Osídlení z doby železné spadá přibližně do poloviny 1. století před naším letopočtem, kdy lidé žili v kulatých domech a osadu chránila hradba obehnaná zvenku příkopem. Byli zruční hrnčíři, zhotovovali bronzové předměty a obchodovali s kontinentální Evropou. Po římské invazi do Británie v roce 43 našeho letopočtu v provincii římské vojsko zůstalo a tuto římskou vilu postavili později v prvním století, nejprve ze dřeva, později byla přestavěna z kamene a během příštích 250 let se z ní vyvinul velký dům.

### Za Římanů
Lokalita byla obydlena asi od roku 50 před naším letopočtem. Po kruhových chýších tam stála nejstarší vila (přibližně z doby kolem roku 70 n. l.) a poté se z řady pravoúhlých kamenných staveb vyvinula prostá vila venkovského typu. Od 2. století se dál rozšiřovala, takže přibyla křídla a měla dvůr (studna z 2. století na tomto místě je pravděpodobně největší studnou obloženou kamenem v římské Británii a poskytla množství nálezů). Vila také měla dvoje lázně; jedny určené pro ty, kteří ve vile pracovali, druhé pro majitele.

### Římští majitelé
Dva pravděpodobní vlastníci si v 2. století našeho letopočtu nechali na některých dlaždicích ve vile vyrazit svá jména. Byli to pravděpodobně dva muži z jedné rodiny. Jejich jména - Tiberivs Clavdivs Vervs (Tiberius Claudius Verus) a Tiberiv Clavdivs Severvs (Tiberius Claudius Severus) - napovídají, že měli římské občanství, ale s velkou pravděpodobností šlo o Brity. V té době byla vila v největším rozkvětu. O tom svědčí tam nalezené předměty, které pocházejí z celé Římské říše. Dnes leží vesnice Piddington stranou všeho ruchu, tehdy však se její obyvatelé podíleli na prosperující ekonomice a udržovali styky s obchodními partnery ze vzdálených končin.

### Doba po odchodu Římanů
Na konci 3. století (případně ve 4.), dříve než u většiny ostatních římsko-britských vil, byla stavba zjevně náhle opuštěna a z velké části záměrně rozebrána. Existují důkazy o přítomnosti Anglosasů, nejméně tři byli v této lokalitě pohřbeni. Možná byla obývána. Poblíž byl kostel, pravděpodobně anglosaského původu.

## Vykopávky
Zbytky vily znovu objevili dělníci v roce 1781. Byla nalezena úplná mozaika, ale lidé z Northamptonu si její části odnesli domů jako „suvenýry“.
První průzkum byl zahájen v roce 1959. Od roku 1979 té doby místo zkoumá archeologická společnost Upper Nene Archaeological Society.Provádí dlouhodobý záchranný výzkum, protože části areálu leží blízko povrchu země a byly poškozeny při obdělávání půdy. V současné době už k tomu dochází minimálně, díky laskavé spolupráci místního farmáře. Vykopávky se provádějí každou neděli během celého roku, jeden týden o Velikonocích, tři týdny v srpnu a další týden v září.

## Muzeum
Bylo otevřeno 4. září 2004 v budově bývalé kaple, která byla opravena. V muzeu jsou vystaveny některé z mnoha nálezů objevených během desítek let zkoumání. Expozice také ukazuje, jak se pravděpodobně žilo v římské Británii. Součástí muzea je knihovna a studovna.
Muzeum s oblibou navštěvují místní lidé a zejména tamní školáci, když se učí o britské historii. Kromě významného archeologického materiálu lze vidět i model vily v podobě v druhé polovině 2. století nebo rekonstrukce části typické střechy a hypokaustu, římského systému vytápění vily.